# Rue des Trois-Mollettes
La rue des Trois-Mollettes est une rue de Lille, dans le Nord, en France. 

## Situation et accès
Située dans le quartier du Vieux-Lille, la rue relie Place Gilleson (parvis de Notre-Dame de la Treille), dans le prolongement de la rue du Cirque, à la rue d'Angleterre.

## Origine du nom
Le nom de la rue vient de la poulie, de la petite roue ou du pliant du genou, appelé « molette » dans le patois de Lille.

## Historique

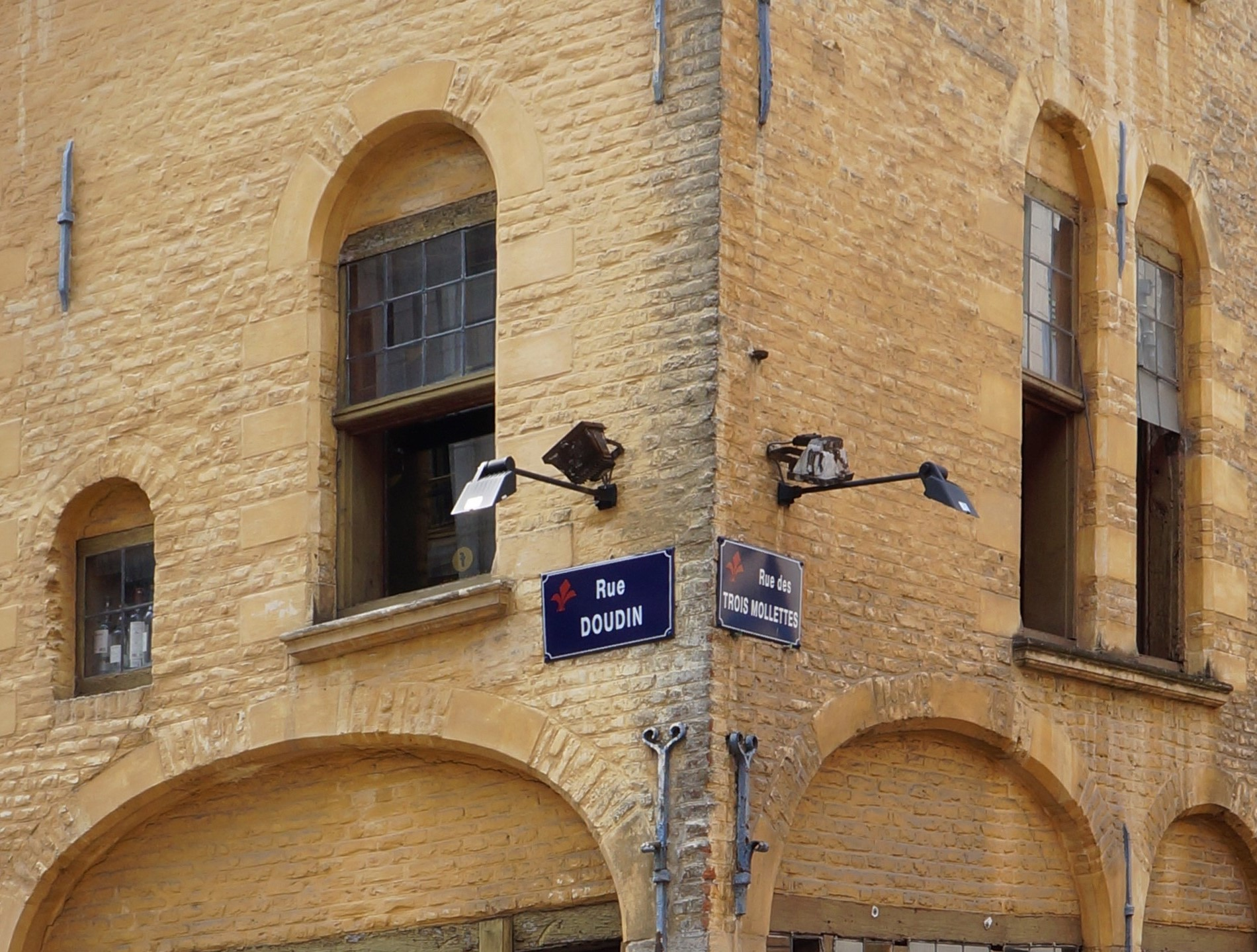
Angle de la rue des Trois-Mollettes et de la rue Doudin

Le début de la rue des Trois-Mollettes, du parvis de Notre-Dame de Treille jusqu'à la rue des Vieux Murs, portait, le nom de rue des Sœurs-Grises. La seconde partie de la rue, jusqu'à la rue d'Angleterre, a été percée en 1545 sur un terrain échangé par le Magistrat et le chapitre de Saint-Pierre. Le début de la rue est ensuite élargi en 1836, par l'acquisition des maisons n° 3 à 7 et le reculement des façades 1 et 9. À cette époque, la rue, depuis l'angle de celle des Vieux Murs et sur une longueur de plus de 30 mètres, formait une gorge sinueuse qui, dans la partie la plus large, n'avait que 4 mètres 50 et se rétrécissait jusqu'à 3 mètres 50.
Avant la couverture des canaux intérieurs de la ville de Lille (canal de la Monnaie en 1922, canal du pont de Weppes et canal du Cirque en 1933) la rue débouchait sur le pont de Roubaix qui enjambait le confluent de ces trois canaux à l'emplacement actuel de l'angle sud-ouest de la place Gilleson.

## Bâtiments remarquables et lieux de mémoire
La rue donne accès au jardin du refuge de l'Abbaye de Loos, inscrit à l'inventaire des monuments historiques.